# Carpați (Lkw)
Der Carpați war ein Lkw, der ab 1960 vom rumänischen Hersteller Steagul Rosu produziert wurde. Die ersten Versionen des Fahrzeugs, die in Produktion gingen, waren der SR-131 Carpați (4×2) und der SR-132 Carpați mit Allradantrieb (4×4) mit einer Nutzlast von 3 Tonnen. Seine Kabine wurde von der Société des Usines Chausson in Frankreich entworfen, die Karosserien für andere Fahrzeughersteller entwickelte und produzierte. Das Fahrzeug wurde nach den Karpaten benannt.

## Geschichte
Der Carpați ersetzte den SR-101, der eine Kopie des russischen ZIS-150 war, enthielt jedoch selbst noch mehrere Baugruppen des russischen Fahrzeugs, wie z. B. das Fahrgestell und die Achsen. Der Lkw hatte einen V8-Motor, dessen Konstruktion von Ford stammte (Ford-Y-Block), jedoch in Rumänien stark modifiziert wurde. Die Maße in Zoll wurden auf metrisch geändert und auch die Abmessungen der Zylinder (Bohrung 97 mm, Hub 85 mm, Hubraum 5025 cm³) unterschieden sich vom amerikanischen Vorbild. Die Formgestaltung war von verschiedenen amerikanischen Lastwagen der Marken Chevrolet und Ford jener Zeit sowie dem Citroën Typ 55 inspiriert.
Das Fahrzeug wurde 1964 als SR-113 Bucegi modernisiert, während der SR-132 in SR-114 Bucegi umbenannt wurde. In Verbindung damit stieg die Nutzlast auf 5 Tonnen. Mit der Ölkrise von 1973 erwies sich der V8-Motor als unwirtschaftlich und wurde 1975 durch einen in Lizenz gebauten Reihensechszylinder-Dieselmotor mit 133 PS (98 kW) ersetzt. Dieser Motor war bei Saviem entwickelt worden, wurde jedoch von MAN nach Rumänien lizenziert, da MAN und Saviem bereits seit 1969 zusammenarbeiteten. Im Zusammenhang mit dem neuen Motor wurde das Fahrzeug in DAC 6.135 umbenannt und die Nutzlast stieg auf 6 Tonnen. Der V8-Ottomotor wurde auch danach noch in verschiedenen anderen rumänischen Fahrzeugen wie Bussen und Militärlastwagen verwendet.
1983 wurde das Fahrzeug noch ein letztes Mal zum DAC 7.135 überarbeitet. Die Nutzlast stieg auf 7 Tonnen an, die Front wurde neu gestaltet und verschiedene Teile wie das Lenkgetriebe und die Hinterachse wurden aus der aktuellen ROMAN-Fertigung übernommen. Der ROMAN 8.135, eine Lizenzfertigung von MAN-Fahrzeugen, wurde schon längere Zeit als Nachfolger parallel produziert. Die Produktion der Lastwagen endete 1995, danach wurden die Lkw noch einige Jahre in fast allen Sektoren des Landes sowie von der rumänischen Armee eingesetzt.
Obwohl die Lastwagen hauptsächlich für den Binnenmarkt bestimmt waren, gab es auch einige Exporte in Länder des Ostblocks, nach China und in den 1990er Jahren wurde eine kleine Anzahl nach Amerika verkauft.

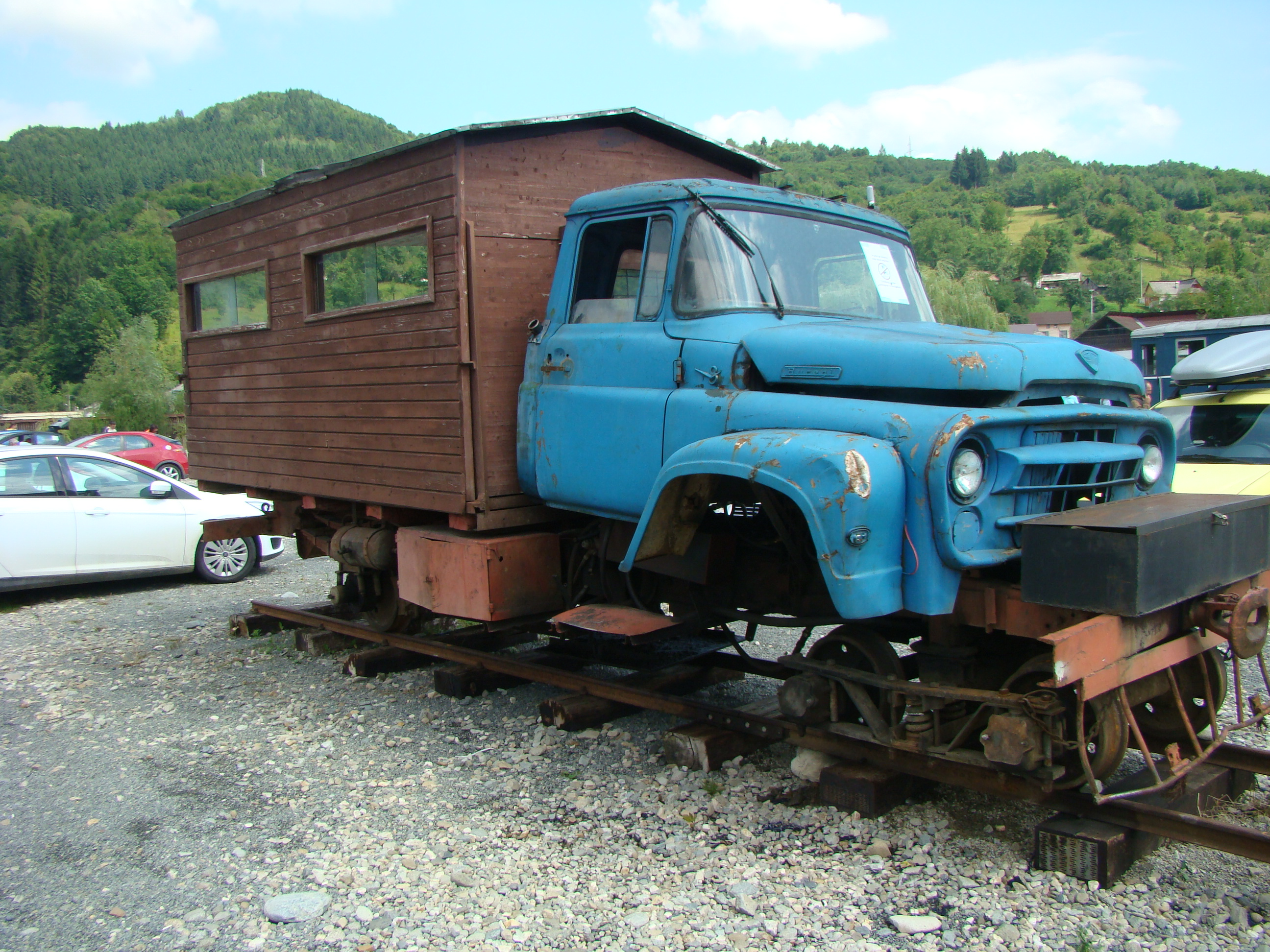
SR-113 „Bucegi“, umgebaut als Draisine
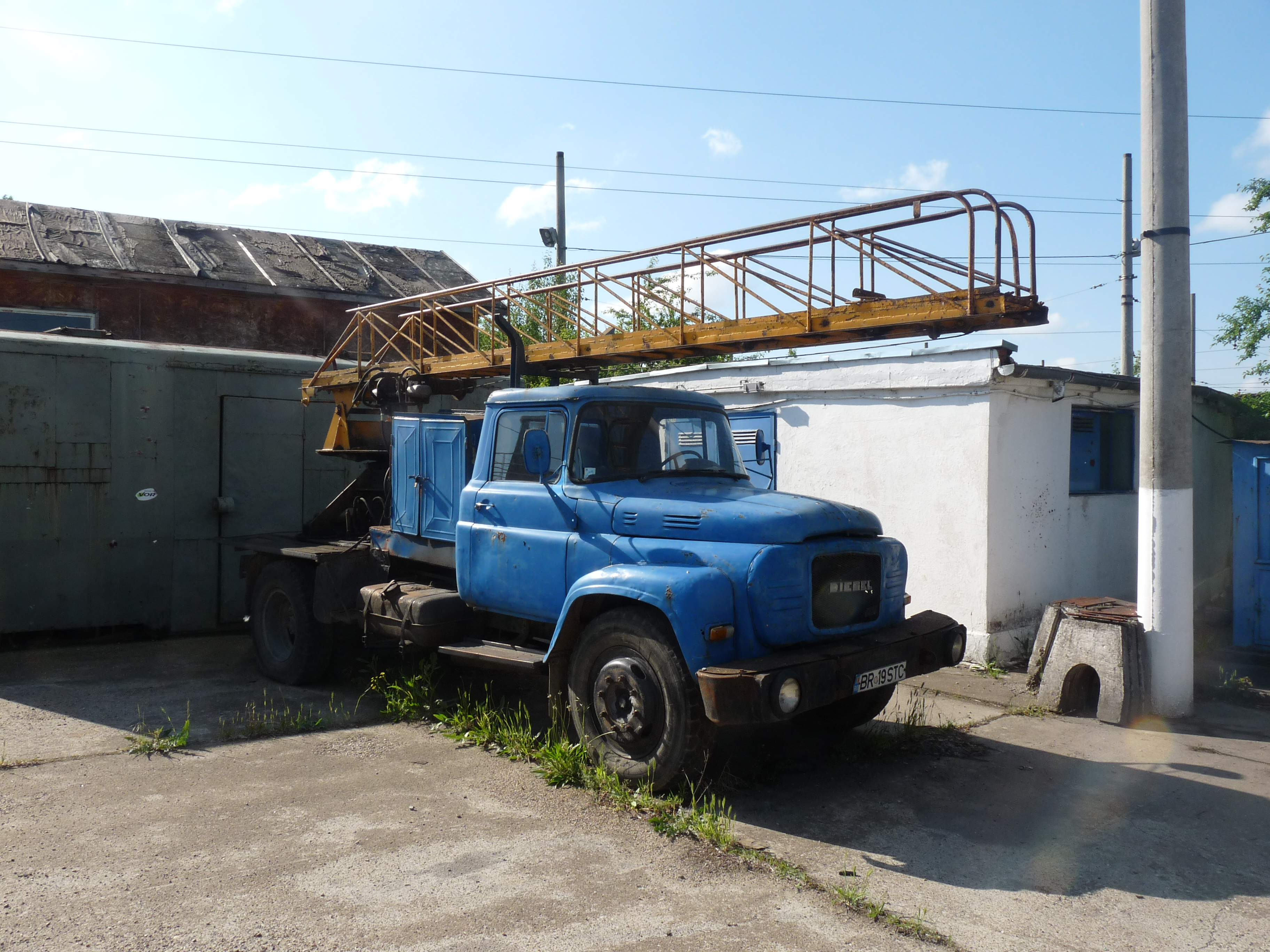
DAC als Turmwagen
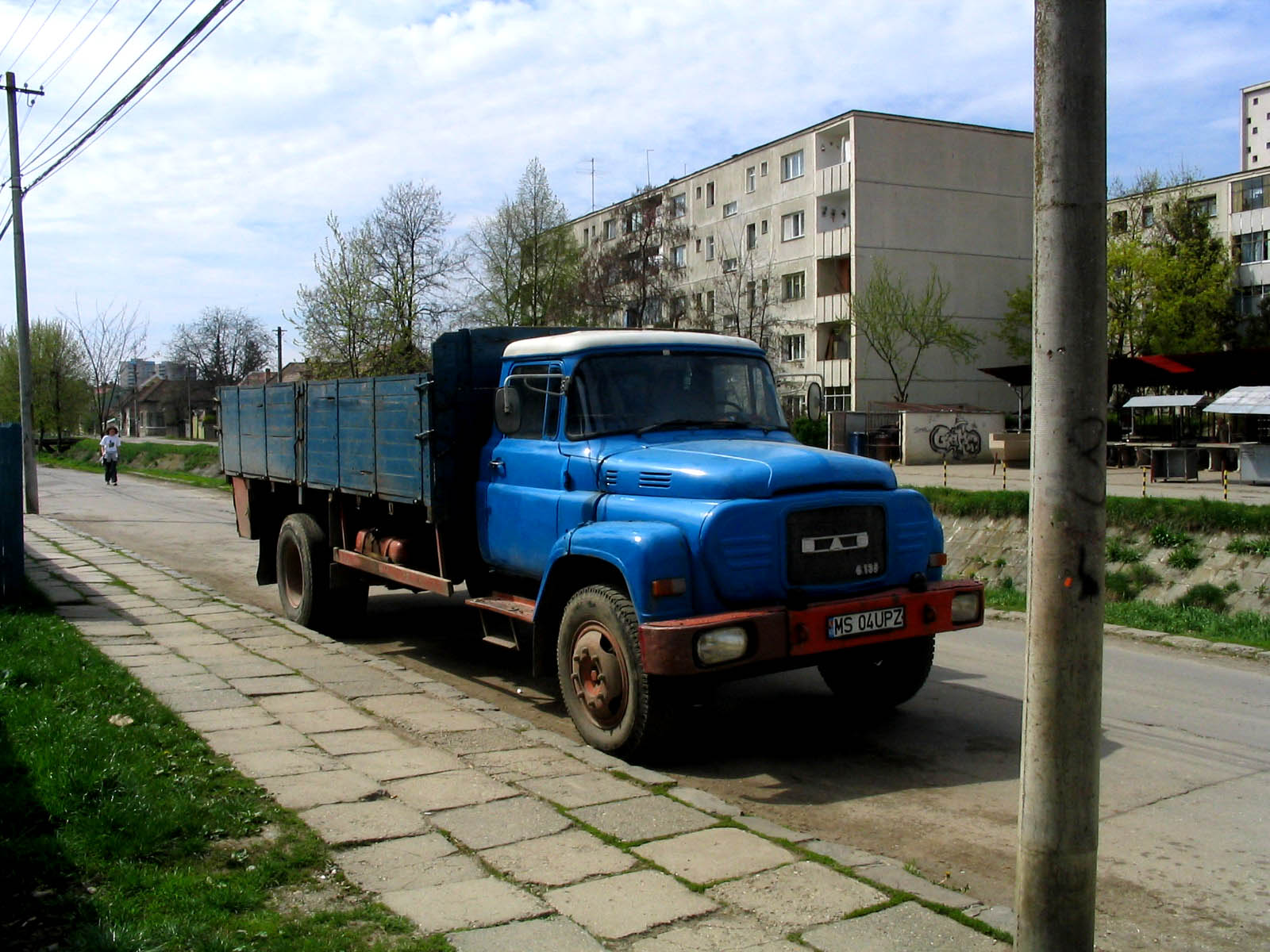
DAC 6.135